# Rubus pulchricaulis
Rubus pulchricaulis är en rosväxtart som beskrevs av Plien.. Rubus pulchricaulis ingår i släktet rubusar, och familjen rosväxter. Inga underarter finns listade i Catalogue of Life.